# Elton Dean

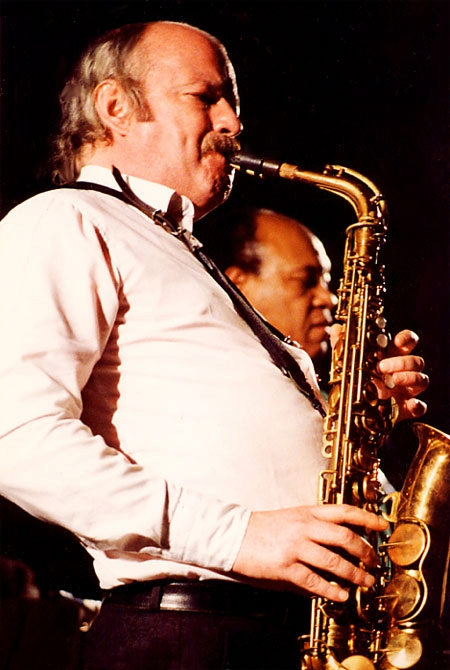
Elton Dean

Elton Dean (* 28. Oktober 1945 in Nottingham, England; † 7. Februar 2006 in London) war ein britischer Jazzmusiker. Er spielte Saxophon, Saxello (eine Variante des Sopransaxophons) und gelegentlich Piano.

## Leben
Dean war von 1966 bis 1967 Mitglied der Band Bluesology, geführt von Long John Baldry. Der Pianist dieser Band, Reginald Dwight, kombinierte Deans und Baldrys Vornamen zu seinem Künstlernamen: Elton John.
Seinen Ruf als exzellenter Fusion-Musiker begründete Dean als Mitglied des Keith-Tippett-Sextets in den Jahren 1968 bis 1970 und in der Band Soft Machine von 1969 bis 1972. Kurz bevor er Soft Machine verließ, gründete er seine eigene Gruppe, Just Us. Von 1975 bis 1978 leitete er die Band Ninesense. Er arbeitete auch an Projekten mit dem Gitarristen Phil Miller (In Cahoots), dem Schlagzeuger Pip Pyle (Equipe Out), mit Howard Riley (Descending Circles 1996 und
One to One, 1999) und mit dem Bassisten Hugh Hopper und spielte in Chris McGregors Brotherhood of Breath und mit der Band von Carla Bley. Anfang der 1990er Jahre war er Mitglied im Dedication Orchestra.
Seit 1999 tourte Dean mit den ehemaligen Soft Machine Mitgliedern Hugh Hopper, John Marshall, sowie Keith Tippett, Allan Holdsworth und John Etheridge unter den Namen Soft Ware, Soft Works und The Soft Machine Legacy. Daneben gründeten Dean und Hopper 2003 die Gruppe „Soft Bounds“ mit Sophia Domancich und Simon Goubert; er spielte auch in Alex Maguires Psychic Warrior. Posthum erschien 2022 der Mitschnitt On Italian Roads (Live at Teatro Cristallo, Milan, 1979) (British Progressive Jazz).